# Mila Kunis
Mila Kunis, all'anagrafe Miléna Márkovna Kunis (in ucraino Міле́на Ма́рківна Ку́ніс?, Miléna Márkivna Kúnis; in russo Миле́на Ма́рковна Ку́нис?; Černovcy, 14 agosto 1983), è un'attrice, modella e doppiatrice ucraina naturalizzata statunitense.
Famosa per il ruolo di Lily ne Il Cigno Nero (2010), per cui vinse il premio Mastroianni a Venezia e fu candidata a un Golden Globe e SAG Awards come miglior attrice non protagonista. I suoi altri ruoli importanti sono in Amici di letto (2011), Ted (2012), Il grande e potente Oz (2013) e Jupiter - Il destino dell'universo (2015). Dal 2000 è inoltre la voce in lingua originale di Meg Griffin nella serie animata I Griffin.

## Biografia
Nasce a Černivci, nell’allora Ucraina sovietica, in una famiglia ebraica aschenazita, seconda dei due figli di Mark, un ingegnere meccanico, ed Elvira Kunis, un'insegnante di fisica. Ha un fratello maggiore, Michael. Nel 1991, sullo sfondo della dissoluzione dell'Unione Sovietica, emigra negli Stati Uniti al seguito della famiglia, grazie a una lotteria di visti gratuiti, stabilendosi a Los Angeles, in California. L'anno dopo il padre la iscrive a una scuola di recitazione, la Beverly Hills Studios, dove inizia la sua carriera di attrice e incontra il suo agente.
Fin dall'infanzia, Mila Kunis è affetta da un disturbo da deficit di attenzione e iperattività (ADHD) e per questo prende il Ritalin. Ha inoltre sofferto di uveite (per anni ha visto molto poco dall'occhio destro e la malattia le aveva causato una eterocromia degli occhi), problema per cui è stata sottoposta a un intervento chirurgico nel 2010. Parla fluentemente l'inglese, imparato dopo l'arrivo negli Stati Uniti, e il russo, anche se non è in grado di leggere il cirillico.
Nel marzo 2022, a seguito dell'invasione dell'Ucraina perpetrata dalla Russia, per fornire sostegno ai profughi ha lanciato una raccolta fondi attraverso il portale GoFundMe, donando la somma di 3 milioni di dollari, assieme al marito Ashton Kutcher.

### Carriera

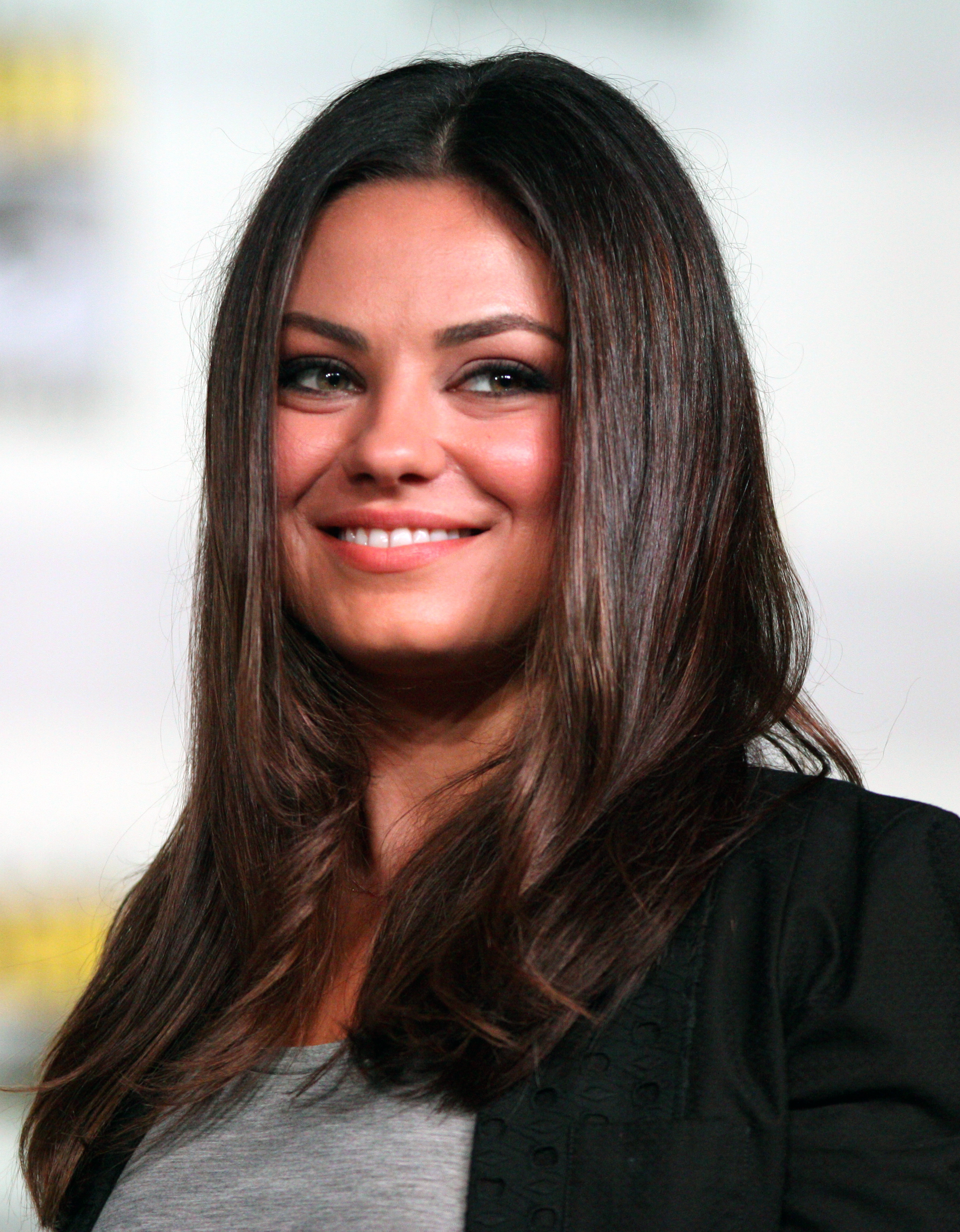
Mila Kunis nel 2012 al San Diego Comic-Con International

Nel 1997, a 14 anni, partecipa all'audizione per il cast della sit-com That '70s Show e, nonostante il provino fosse aperto solo ai maggiorenni, si guadagna la parte di Jackie Burkhart, che la rende famosa al pubblico televisivo. Partecipa anche ad altri telefilm come guest star o comparsa, tra i quali Walker Texas Ranger, Settimo Cielo e Baywatch. Dal 1999 diviene la voce ufficiale del personaggio di Meg Griffin nella serie animata I Griffin, subentrandovi come sostituta di Lacey Chabert a partire dalla seconda stagione. Nel 2006 è 47ª nella classifica delle 100 donne più sexy del mondo stilata da Maxim.
Nel 2008 interpreta Mona Sax nel film Max Payne e partecipa al film Non mi scaricare. Nel 2009 si classifica alla 27ª posizione nella classifica Top 99 woman del sito AskMen.com. Nel 2010 il suo ruolo nel film Il cigno nero di Darren Aronofsky le fa vincere il premio Marcello Mastroianni alla 67ª Mostra internazionale d'arte cinematografica di Venezia. Nel 2010 recita con Denzel Washington nel film Codice Genesi, per la regia di Albert e Allen Hughes.
Nel 2011, secondo la classifica della rivista Maxim, è la quinta donna più sexy del mondo e appare al fianco di Justin Timberlake nel celebre film Amici di letto, il successo del film aumenta la sua fama internazionale.
Nel gennaio del 2012 è scelta come nuova testimonial per la linea di borse Miss Dior primavera-estate 2012 dalla casa di moda francese Dior, ma è licenziata alla fine dello stesso anno poiché «non più conforme alle esigenze d'immagine previste dal brand». Nel frattempo recita il ruolo di Lori, ragazza di John, nel film Ted, e la rivista Forbes la posiziona al nono posto tra le attrici più pagate al mondo con un guadagno di 11 milioni di dollari.
Nel 2013 recita in Il grande e potente Oz al fianco di James Franco, Rachel Weisz e Michelle Williams ed è prima nella classifica di FHM 100 Sexiest Women. Nel 2015 è protagonista accanto a Channing Tatum del film Jupiter - Il destino dell'universo. Nello stesso anno è stato annunciato che produrrà la serie horror-comedy Trapped con Rob Zombie, per il canale Starz. Nel 2017 viene inserita dalla rivista Forbes, al quinto posto fra le attrice più pagate, con un guadagno di 15.5 milioni di dollari.
Nel 2020 è coprotagonista con Glenn Close del dramma Quattro buone giornate, diretto da Rodrigo García, e distribuito nella primavera 2021.

## Vita privata
Dal 2002 al 2011 ha intrattenuto una relazione sentimentale con l'attore Macaulay Culkin. Dall'aprile 2012 ha una relazione con l'attore Ashton Kutcher, conosciuto nel 1998. Nel marzo 2014 la coppia si fidanza e il 1º ottobre 2014 nasce la loro primogenita, Wyatt Isabelle Kutcher. Il 4 luglio 2015 la coppia si sposa a Hollywood. Il 30 novembre 2016 nasce il secondo figlio, Dimitri Portwood.

## Filmografia

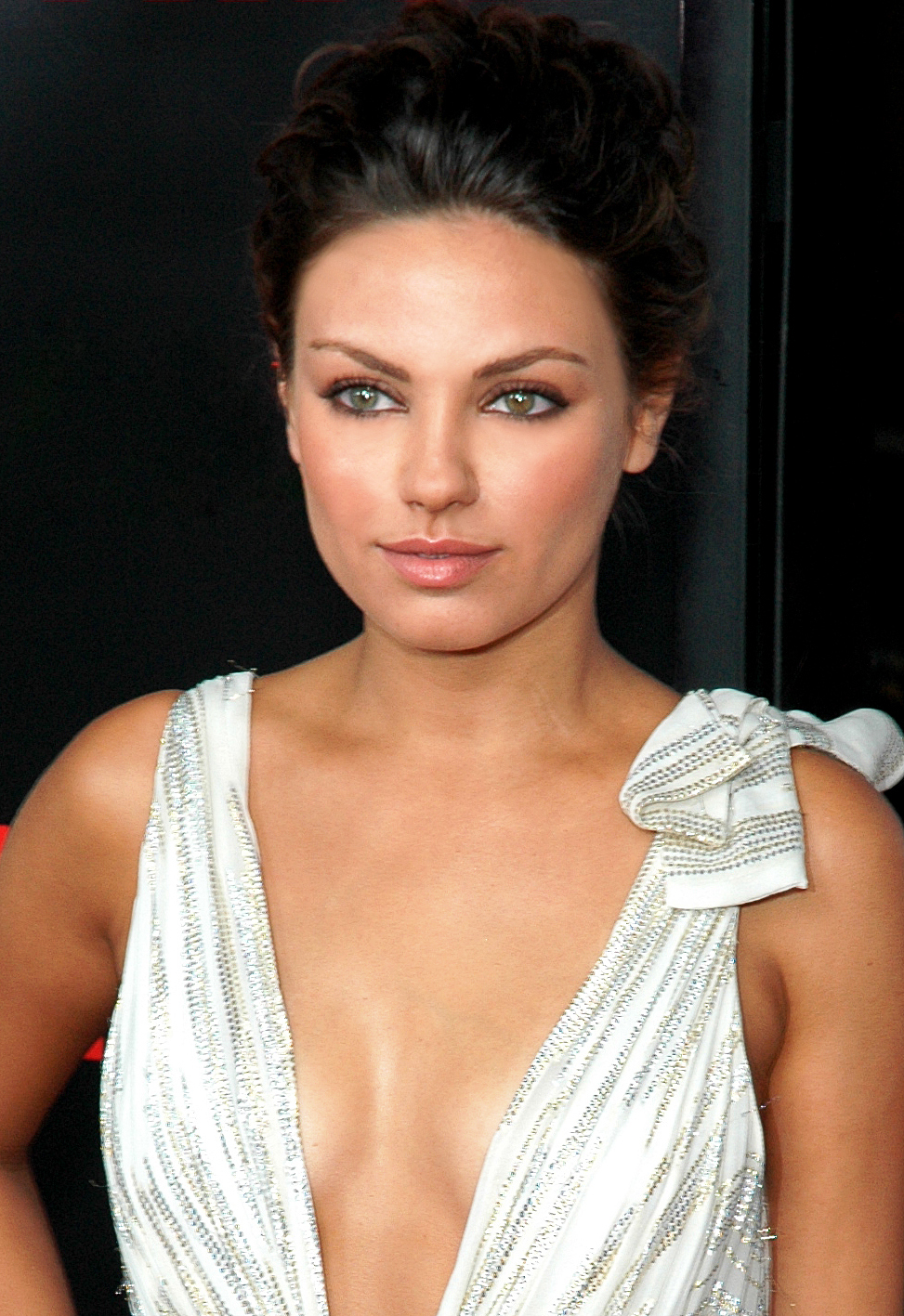
Mila Kunis alla prima di Max Payne (2008)

### Attrice

#### Cinema
- Make a Wish, Molly, regia di Bruce Schwartz (1995)
- Forza Babbo Natale (Santa with Muscles) (1996)
- Tesoro, ci siamo ristretti anche noi (Honey, We Shrunk Ourselves), regia di Dean Cundey (1997)
- Cercasi tribù disperatamente (Krippendorf's Tribe) (1998)
- Milo, regia di Pascal Franchot (1998) - non accreditata
- Get Over It, regia di Tommy O'Haver (2001)
- American Psycho 2, regia di Morgan J. Freeman (2002)
- Tony n' Tina's Wedding, regia di Roger Paradiso (2004)
- Tom 51, regia di Ron Carlson (2005)
- After Sex - Dopo il sesso (After Sex), regia di Eric Amadio (2007)
- Moving McAllister, regia di Andrew Black (2007)
- Boot Camp, regia di Christian Duguay (2007)
- Non mi scaricare (Forgetting Sarah Marshall), regia di Nicholas Stoller (2008)
- Max Payne, regia di John Moore (2008)
- Tom Cool, regia di Ron Carlson (2009)
- Extract, regia di Mike Judge (2009)
- Codice Genesi (The Book of Eli), regia di Albert e Allen Hughes (2010)
- Notte folle a Manhattan (Date Night), regia di Shawn Levy (2010)
- Il cigno nero (Black Swan), regia di Darren Aronofsky (2010)
- Amici di letto (Friends with Benefits), regia di Will Gluck (2011)
- Ted, regia di Seth MacFarlane (2012)
- Tar, registi vari (2012)
- Il grande e potente Oz (Oz: The Great and Powerful), regia di Sam Raimi (2013)
- Blood Ties - La legge del sangue (Blood Ties), regia di Guillaume Canet (2013)
- Third Person, regia di Paul Haggis (2013)
- Annie - La felicità è contagiosa (Annie), regia di Will Gluck (2014) cameo
- 90 minuti a New York (The Angriest Man in Brooklyn), regia di Phil Alden Robinson (2014)
- Jupiter - Il destino dell'universo (Jupiter Ascending), regia di Lana e Andy Wachowski (2015)
- Bad Moms - Mamme molto cattive (Bad Moms), regia di Jon Lucas e Scott Moore (2016)
- Bad Moms 2 - Mamme molto più cattive (A Bad Moms Christmas), regia di Jon Lucas e Scott Moore (2017)
- Il tuo ex non muore mai (The Spy Who Dumped Me), regia di Susanna Fogel (2018)
- Quattro buone giornate (Four Good Days), regia di Rodrigo García (2020)
- Breaking News a Yuba County (Breaking News in Yuba County), regia di Tate Taylor (2021)
- La ragazza più fortunata del mondo (Luckiest Girl Alive), regia di Mike Barker (2022)
- Goodrich, regia di Hallie Meyers-Shyer (2024)
- Wake Up Dead Man: Knives Out (Wake Up Dead Man: A Knives Out Mystery), regia di Rian Johnson (2025)

#### Televisione
- Baywatch - serie TV, 2 episodi (1994-1995)
- Piranha - La morte viene dall'acqua (Piranha), regia di Scott P. Levy - film TV (1995)
- E vissero infelici per sempre (Unhappily Ever After) - serie TV, 2 episodi (1996)
- Settimo cielo (7th Heaven) - serie TV, 4 episodi (1996-1997)
- Walker Texas Ranger (Walker, Texas Ranger) - serie TV, episodio 5x15 (1997)
- Gia - Una donna oltre ogni limite (Gia), regia di Michael Cristofer - film TV (1998)
- Pensacola - Squadra speciale Top Gun (Pensacola: Wings of Gold) - serie TV, 2 episodi (1998)
- That '70s Show - serie TV, 200 episodi (1998-2006)
- I Finnerty - serie TV, 2 episodi (2000-2004)
- Sesame Street - serie TV, 1 episodio (2011)
- Due uomini e mezzo (Two and a Half Men) - serie TV, episodio 11x19 (2014)
- Curb Your Enthusiasm - serie TV, episodio 10x10 (2020)

#### Video musicali
- Jaded 2001, Aerosmith
- The Itch 2001, Vitamin C
- The End Has No End 2003, The Strokes
- LA Girls 2003, Mams Taylor feat. Joel Madden

### Doppiatrice
- La storia segreta di Stewie Griffin (Family Guy Presents Stewie Griffin: The Untold Story) (2005)
- The Cleveland Show - serie TV, 1 episodio (2009)
- Good Vibes (2011)
- I Griffin - serie TV (1999-in corso) - Meg Griffin
- Robot Chicken - serie TV (2005-in corso)
- Hell and Back, regia di Tom Gianas e Ross Shuman (2015)
- Wonder Park, regia di Dylan Brown (2019)

### Produttrice
- 90 minuti a New York (The Angriest Man in Brooklyn), regia di Phil Alden Robinson (2014)
- Bad Moms 2 - Mamme molto più cattive (A Bad Moms Christmas), regia di Jon Lucas e Scott Moore (2017)

## Riconoscimenti
- Golden Globe
  - 2011 – Candidatura per la miglior attrice non protagonista per Il cigno nero
- Screen Actors Guild Award
  - 2011 – Candidatura per la miglior attrice non protagonista per Il cigno nero
  - 2011 – Candidatura per il miglior cast per Il cigno nero
- Festival di Venezia
  - 2010 – Premio Marcello Mastroianni per Il cigno nero
- Teen Choice Award
  - 2011
  - Candidatura per la miglior star cinematografica per Amici di letto
  - 2012
  - Candidatura per la miglior attrice in un film commedia per Amici di letto
- MTV Movie Award
  - 2011 – Candidatura al miglior bacio per Il cigno nero
  - 2013 – Candidatura per il miglior bacio per Ted
  - 2013 – Candidatura per la miglior performance femminile per Ted
  - 2014 – Miglior cattivo per Il grande e potente Oz
- Critics' Choice Movie Award
  - 2010 – Candidatura per la miglior attrice non protagonista per Il cigno nero
  - 2013 – Candidatura per la miglior attrice in un film commedia per Ted
- Annie Award
  - 2007 – Candidatura per il miglior doppiaggio in una produzione televisiva d'animazione per I Griffin

## Doppiatrici italiane
Nelle versioni in italiano delle opere in cui ha recitato, Mila Kunis è stata doppiata da:
- Domitilla D'Amico in Codice: Genesi, Il cigno nero, Ted, 90 minuti a New York, Bad Moms 2 - Mamme molto più cattive, Il tuo ex non muore mai, Breaking News a Yuba County, Quattro buone giornate, La ragazza più fortunata del mondo
- Federica De Bortoli in Il grande e potente Oz, Due uomini e mezzo
- Micaela Incitti in That '70s Show (st. 1-6)
- Martina Melani in That '70s Show (st. 7-8)
- Letizia Scifoni in Amici di letto, That '90s Show
- Ilaria Latini in Non mi scaricare
- Laura Romano in Max Payne
- Valentina Favazza in After Sex - Dopo il sesso
- Alessandra Cassioli in Notte folle a Manhattan
- Rachele Paolelli in American Psycho 2
- Gemma Donati in Tesoro, ci siamo ristretti anche noi
- Alessia Amendola in Jupiter - Il destino dell'universo
- Chiara Gioncardi in Third Person
- Emanuela D'Amico in Annie - La felicità è contagiosa
- Valentina Mari in Blood Ties - La legge del sangue
- Gea Riva in Bad Moms - Mamme molto cattive
- Perla Liberatori in Extract

Da doppiatrice è sostituita da:
- Maura Cenciarelli in I Griffin, La storia segreta di Stewie Griffin, The Cleveland Show
- Alessia Patregnani in Hell and Back
- Domitilla D'Amico in Wonder Park